# Східний культурний центр імені Ахмеда Сулеймана Ківана
Східний культурний центр імені Ахмеда Сулеймана Ківана — мечеть та ісламський центр Одеси. Розташований за адресою: Фонтанська дорога, 60/2. 

## Історія
6 серпня 2018 року глава корпорації KADORR Аднан Ківан відкрив другий Східний культурний центр в Одесі на Великому Фонтані. Першу п'ятничну молитву відвідали понад сотні вірян та гостей з різних регіонів України. 
Новий культурний центр має площу 2000 м2 – це молитовний зал з окремими ярусами для чоловіків і жінок, кімнати для проведення конференцій та навчання, зал переговорів. Для богослужіння призначено два з трьох поверхів. На першому поверсі розміщуються адміністративні та технічні приміщення, а також кімната для обмивання.
Мечеть носить ім'я батька Аднана Ківана – Ахмеда Сулеймана Ківана.